# Itinéraire complémentaire 9 (Portugal)
L'IC9 est une voie rapide sans profil autoroutier reliant actuellement l'  au nord de Tomar à Nazaré, sur une longueur de 69 km.
En mai 2012, l'IC9 s'est prolongée à l'ouest d'Alburitel jusqu'à la  N 1  et l'  au sud de Batalha (à proximité de Porto de Mós). Un second tronçon reliant Nazaré à la  N 1  au niveau de São Vicente de Aljubarrota a également été mis en service en avril 2012.
L'IC9 permet ainsi une connexion rapide entre plusieurs villes touristiques et culturelles du centre du Portugal, à savoir Nazaré, Alcobaça, Batalha, Fátima, Ourém et Tomar.
Un troisième tronçon actuellement en projet prévoit de relier Ponte de Sôr à l' au niveau de Abrantes.
La longueur finale de l'IC9 sera alors de 104 km.
Voir le tracé de l'IC9 sur GoogleMaps

## État des tronçons
| Tronçon                                     | État (2012)                                                                            | km   |
| ------------------------------------------- | -------------------------------------------------------------------------------------- | ---- |
| Nazaré - São Vicente de Aljubarrota ( N 1 ) | En service (04/2012) (Concession: Litoral Oeste)                                       | 17,1 |
| Porto de Mós ( N 1 ) - Alburitel            | En service (05/2012) (Concession: Litoral Oeste)                                       | 39,6 |
| Alburitel - Carregueiros                    | En service (10/2009) (Concession: Litoral Oeste)                                       | 4,3  |
| Carregueiros - Tomar ()                     | En service (05/2008) (Concession: Litoral Oeste)                                       | 8,5  |
| Abrantes () - Ponte de Sôr                  | Adjudication du projet repoussée pour cause de crise économique (Concession: Ribatejo) | 34,6 |

## Capacité
| Section                                     | Capacité | Longueur |
| ------------------------------------------- | -------- | -------- |
| Nazaré - São Vicente de Aljubarrota ( N 1 ) |          | 17 km    |
| Porto de Mós ( N 1 ) - Tomar                |          | 47 km    |
| Tomar -                                     |          | 5 km     |

## Itinéraire

### Nazaré - São Vicente de Aljubarrota
| Sorties | Villes                                           |
| ------- | ------------------------------------------------ |
|         | Nazaré Pataias N 242 São Martinho do Porto N 242 |
| Sortie  | Valado dos Frades -                              |
| Sortie  | Maiorga                                          |
| Sortie  | Alcobaça                                         |
| Sortie  | Aljubarrota                                      |
| Sortie  | Batalha N 1 Rio Maior N 1                        |

### Porto de Mós - Tomar
| Sorties | Villes                                      |
| ------- | ------------------------------------------- |
|         | Batalha - Leiria Rio Maior N 1 Alcobaça N 8 |
| Sortie  | Porto de Mós                                |
| Sortie  | Batalha N 356                               |
| Sortie  | Chainça                                     |
| Sortie  | Fátima N 357 Santa Catarina da Serra        |
| Sortie  | Varzea N 113                                |
| Sortie  | Ourém-Nord                                  |
| Sortie  | Ourém-Centre                                |
| Sortie  | Alburitel                                   |
| Sortie  | Vale dos Ovos                               |
| Sortie  | Carregueiros - Tomar-Ouest                  |
| Sortie  | Tomar-Nord                                  |
|         | Ferreira do Zêzere - Coimbra Entroncamento  |